# Coptodactyla brooksi
Coptodactyla brooksi là một loài bọ cánh cứng trong họ Bọ hung (Scarabaeidae).